# TARANIS

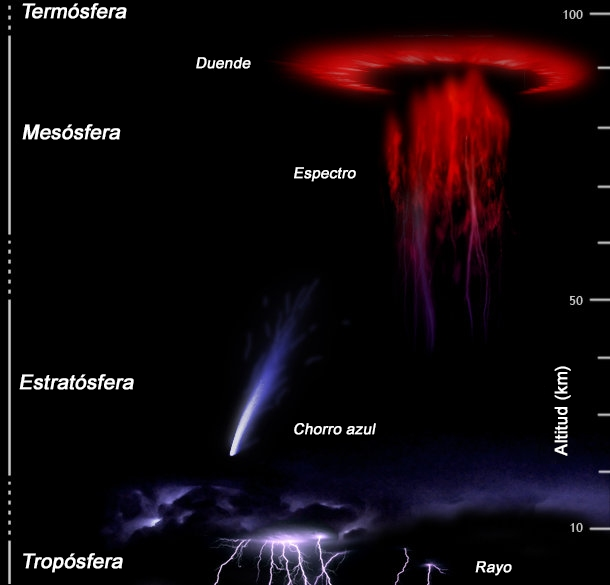
Las distintas formas de efectos luminosos transitorios.

TARANIS (nombre tomado del inglés Tool for the Analysis of RAdiation from lightning and Sprites, «Herramienta para el Análisis de la Radiación de los Relámpagos y los “Duendes”» para coincidir con Taranis, dios celta de la tormenta) fue un satélite de teledetección del Centro Nacional de Estudios Espaciales (CNES) francés que habría estudiado las transferencias impulsivas de energía que se producen por encima de las tormentas, en la capa atmosférica comprendida entre los 10 y los 100 km de altitud.
TARANIS despegó en noviembre de 2020 junto con el satélite español SEOSat-Ingenio a bordo de un cohete Vega. La previsión era que TARANIS siguiese una órbita heliosíncrona a 676 km de altitud a lo largo de entre dos y cuatro años de misión, pero el cohete se desvió de su trayectoria ocho minutos después del lanzamiento, provocando la pérdida del satélite.

## Objetivos
Desde comienzos de los años 1990, se sabe que en las capas medias y altas de la atmósfera, la ionosfera y la magnetosfera se producen efectos luminosos transitorios (TLE, por sus iniciales en inglés) y destellos de rayos gamma terrestres (TGF). Estos fenómenos ponen de relieve la existencia de transferencias impulsivas de energía durante las tormentas, entre la atmósfera media y alta por una parte y la magnetosfera por la otra. Las observaciones de efectos luminosos transitorios (duendes, elfos, chorros azules, chorros gigantes...) realizadas por el experimento ISUAL a bordo del satélite Formosat-2 (2014-2016) muestran que estos efectos se producen frecuentemente por encima de las zonas tormentosas. Además, las observaciones de destellos de rayos gamma terrestres realizadas por los satélites CGRO (1991-2000), RHESSI (2002-2018), FERMI (2008-....) y AGILE (2007-....) muestran que estos destellos son mucho más frecuentes de lo que se pensaba inicialmente (mil destellos diarios de rayos gamma terrestres) e implican energías muy elevadas, de hasta que pueden alcanzar los 30 MeV. A pesar de las numerosas observaciones disponibles en la actualidad, aún se conoce poco sobre los mecanismos que operan en los efectos luminosos transitorios y en los destellos de rayos gamma terrestres, así como sus impactos potenciales en la física química de las capas altas de la atmósfera y del entorno espacial próximo a la Tierra. La misión trataba, pues, de proporcionar a la comunidad científica los conjuntos de datos necesarios para poder responder a las preguntas aún sin resolver sobre la naturaleza y las consecuencias de estos fenómenos.

## Características técnicas
El microsatélite TARANIS tenía un volumen de aproximadamente 1 m3 y una masa total de 200 kg. Utilizaba la plataforma Myriade desarrollada por el CNES, estabilizada sobre tres ejes y alimentada por paneles solares que proporcionaban 85 vatios. La cantidad de información transmitida habría sido previsiblemente de 24 Gbits al día. La carga útil se componía de siete instrumentos científicos:
- MCP, un conjunto de dos cámaras para localizar efectos luminosos transitorios y cuatro fotómetros para identificar los efectos luminosos transitorios y medir la luminancia en las distintas bandas espectrales;
- XGRE, un centelleador X y gamma compuesto por tres detectores para medir los fotones X-gamma en el rango de 20 keV-10 MeV y los electrones relativistas 1 MeV-10 MeV;
- IDEE, conjunto de dos detectores de electrones (uno orientado al cénit y el otro al nadir) para medir el espectro entre 70 keV et 4 MeV y la dirección de incidencia de los electrones;
- IME-BF, una antena de baja frecuencia para medir una componente del campo eléctrico del continuo a frecuencias de hasta 1 MHz;
- IME-HF, une antena de alta frecuencia para medir una componente del campo eléctrico a frecuencias de entre 100 kHz y 35 MHz.
- IMM, un magnetómetro triaxial de tipo «search-coil» para medir el campo magnético entre 5 Hz y 1 MHz;
- MEXIC, un conjunto de dos cajas electrónicas que comprenden los 8 analizadores asociados a los instrumentos, y que asegura el suministro de energía, la gestión de los modos de carga útil, la interfaz con la computadora de la plataforma y la sincronización de los instrumentos al detectarse eventos por parte de los fotómetros.[2]

Los fenómenos estudiados no duran más de unos milisegundos. Para poder observarlos, se implementa un método específico de grabación. Los instrumentos científicos operan ininterrumpidamente y los datos resultantes se guardan en una memoria de la que se purgan periódicamente los elementos más antiguos. Cuando uno de los instrumentos detecta un fenómeno, se guardan los datos de todos los instrumentos correspondientes al periodo en el que tuvo lugar para luego transmitirlos a tierra.

## Lanzamiento
TARANIS despegó junto con el satélite español SEOSat-Ingenio desde el Centro Espacial Guayanés de Kourou a la 01:52:20 UTC del 17 de noviembre de 2020, a bordo de un cohete Vega. Se trataba de la 17.ª misión Vega (VV17).
El vuelo debía desplegar los satélites en sendas órbitas heliosíncronas muy ligeramente diferentes a unos 670 km de altitud (empezando a los 54 minutos hasta los 102 después del despegue), tras lo cual la etapa superior se habría encendido de nuevo para volver a entrar en la atmósfera terrestre. Sin embargo, el cohete se desvió de su trayectoria ocho minutos después del lanzamiento, tras la primera ignición del motor de la etapa superior Avum, provocando la irremediable pérdida del satélite.